# Elettra e Calliope
Elettra e Calliope è un album discografico della cantautrice italiana Andrea Mirò, pubblicato nel 2012.

## Tracce
1. Il sogno dell'astronauta
2. Database
3. Cattivi maestri
4. Vite parallele
5. Partono i tram
6. Faust
7. Senza che nulla cambi
8. L'incantatore di serpenti
9. Altri giorni, altri occhi
10. Padre, figlio
11. Il mondo dei non vivi
12. L'uomo del faro
13. Senza che nulla cambi - feat. Dargen D'Amico (bonus track)